# Le Joueur généreux
Le Joueur généreux est un poème en prose de Charles Baudelaire, le vingt-neuvième du recueil Spleen de Paris (1869).